# قرار مجلس الأمن التابع للأمم المتحدة رقم 102
قرار مجلس الأمن التابع للأمم المتحدة رقم 102، الصادر في 3 ديسمبر 1953، أوصى الجمعية العامة بالسماح لليابان بأن تصبح طرفاً في محكمة العدل الدولية إذا استوفت الشروط التالية: (أ) قبول حكم النظام الأساسي لمحكمة العدل الدولية، (ب) قبول جميع التزامات العضو في الأمم المتحدة بموجب المادة 94 من الميثاق، و (ج) التعهد بالمساهمة في نفقات المحكمة حيث ستتمكن الجمعية العامة من الوصول من وقت لآخر، بعد التشاور مع الحكومة اليابانية.
تم تبني القرار بعشرة أصوات وامتناع الاتحاد السوفياتي.